# Gebhard-Nicolas d'Alvensleben
Pour les articles homonymes, voir Alvensleben.
Gebhard-Nicolas d'Alvensleben (né le 22 août 1824 à Brandebourg-sur-la-Havel et mort le 6 mai 1909 à Potsdam) est forestier en chef et député de la Chambre des seigneurs de Prusse.

## Biographie
Gebhard-Nicolas d'Alvensleben est issu de la famille noble bas-allemande von Alvensleben. Il est le fils aîné du général de cavalerie Gebhard-Charles-Ludolf d'Alvensleben, propriétaire de manoir de Woltersdorf (de), et d'Eugenia von Oppell. Il fait ses études de 1839 à 1845 à l'Académie de chevalerie de Brandebourg-sur-la-Havel. Après avoir obtenu son diplôme d'études secondaires, il est d'abord volontaire d'un an au 2e régiment à pied de la Garde, termine un apprentissage forestier, réussit l'examen d'arpenteur et rejoint le Corps équestre de la police militaire en 1847. De 1849 à 1851, il étudie à l'école supérieure forestière d'Eberswalde. En 1854, il réussit l'examen de chef forestier et travaille d'abord dans le service des courriers à Paris et à Londres. En 1856, il reçoit un poste de forestier supérieur à Eggesin (près de Stettin), puis à Neubrück (près de Francfort-sur-l'Oder) et vient ensuite comme inspecteur, d'abord à Posen, puis à Magdebourg. Pendant la guerre de 1870/71, il sert comme hospitalier.
En 1871, il prend en charge le district de Lorraine à Metz en tant que chef forestier, et en 1879 le grand district forestier prussien de Potsdam avec 213 000 hectares de forêt, qui est divisé en six inspections, 40 offices forestiers en chef et 236 offices forestiers. Il y travaille pendant 22 ans jusqu'en 1901, date à laquelle il prend sa retraite à l'âge de 77 ans.
De 1885 à 1900, il préside l'Association forestière de la Marche, qui est rétablie sous le nom d'Association forestière de Brandebourg en 1990. Après avoir pris sa retraite en tant que président, il est élu membre honoraire en 1901. Lors de la présentation de la famille von Alvensleben en 1880, il est nommé membre à vie de la Chambre des seigneurs de Prusse. Il est chevalier de l'Ordre de Saint-Jean et reçoit de nombreuses décorations.

## Famille
Son mariage avec Agnes von Rohr (1828–1863) donne naissance à trois fils et une fille. Deux autres enfants sont mort-nés. Il décède le 6 mai 1909 à Potsdam. Le domaine familial de Woltersdorf près de Magdebourg doit être vendu au locataire Brandt en 1881 à la suite de dettes nées des guerres napoléoniennes. Son frère est le général de cavalerie Gustave-Hermann d'Alvensleben.